# عبد العزيز جبار الحمادي
عبد العزيز جبار يعقوب الحمادي مواليد 27 نوفمبر 1976في قرية الدحيماوية التي تقع مابين الخفاجية و البستان في جنوب غرب إيران هو شاعر، ناقد وكاتب أدبي. التحق بالجامعة الحرة ونال شهادة اللیسانس في فرع اللغة العربیة و آدابها ثم واصل دراسته فی مرحلة الماجستیر في جامعة تشمران الأهوازية ونال شهادة الماجستیر بنفس الفرع. أما أطروحته الجامعیة فتناول فیها الحكایات الشعبیة الأهوازية.
شارك في مهرجان ربيع الشعر العربي في الكويت بدعوة من مؤسسة جائزة عبدالعزيز سعود البابطين للإبداع الشعري غنى عدد من فناني الأهواز أشعار عبد العزيز الحمادي ومنهم سعيد صياحي، علي كاروني ونبي صاكي. الحمادي الذي يؤلف الشعر بالعربية الفصحى والشعبية كان من المشاركين في أول جلسة شعرية بين شعراء العرب والفرس في جامعة أصفهان كما شارك كناقد في كثيرا من المؤتمرات الشعرية على مستوى محافظة خوزستان.

## وصلات خارجية
- مدونة عبد العزيز حمادي